# Horisme detersata
Horisme detersata là một loài bướm đêm trong họ Geometridae.